# سیارک ۴۷۸۷
سیارک ۴۷۸۷ (به انگلیسی: 4787 Shulʹzhenko، نامگذاری:1986RC7) چهار هزار و هفتصد و هشتاد و هفتمین سیارک کشف شده‌است که در ۶ سپتامبر ۱۹۸۶ کشف شد.
قدر مطلق سیارک برابر ۱۳٫۷۰ است.